# المفرزة الأمنية المتكاملة (تشاد)
المفرزة الأمنية المتكاملة هي قوة أمنية تدعمها الأمم المتحدة في تشاد، وهي مسؤولة عن تأمين مخيمات الاجئين داخليًا والبلدات المجاورة في شرق تشاد. 

## تكوين
وفقًا لقرار مجلس الأمن التابع للأمم المتحدة رقم 1778، الذي تم تبنيه في 25 سبتمبر / أيلول 2007، كان من المقرر أن تنشئ الأمم المتحدة قوة متعددة الأبعاد في تشاد تُعرف باسم بعثة الأمم المتحدة في جمهورية أفريقيا الوسطى وتشاد.  كانت إحدى مهام القرار 1778 أن تقوم البعثة باختيار وتدريب وإسداء المشورة وتقديم الدعم لعناصر من قوات الشرطة والدرك التشادية الذين سيشاركون في نهاية المطاف في المفرزة الأمنية، وهي قوة أمنية تهدف إلى حماية اللاجئين والنازحين داخليًا. في 9 أبريل، بدأت بعثة الأمم المتحدة في جمهورية أفريقيا الوسطى وتشاد تدريب القادة التشاديين للمشاركة في المفرزة. وشارك ما مجموعه 77 من رجال الشرطة والدرك التشادي في البرنامج، الذي تألف من دورة مكثفة مدتها أربعة أسابيع للتدريب وتعلم القانون والنظام واحترام حقوق الإنسان. 